# Élections législatives de 1956 dans le territoire du Moyen-Congo
Les élections législatives de 1956 dans le territoire du Moyen-Congo sont des élections françaises qui ont eu lieu le 2 janvier 1956  dans les Territoires du Moyen-Congo dans le cadre des élections législatives françaises de 1956, sous la IVe République.
Ce sont les dernières élections législatives de la Quatrième république, après les élections de novembre 1946 et de juin 1951.

## Mode de scrutin
Le territoire est scindé en deux collège électoral, cette page traite du collège des personnes relevant du Statut Personnel. Le suffrage n'est pas universel mais restreint, même si en définitive l'application fut plus large que pour les élections de 1951. 
Les administrateurs, qui avaient commencé à inscrire tous les plus de vingt-et-un ans en prévision de la loi sur le suffrage universel dans les territoires d'Outre-Mer, qui devaient être adopté fin 1955 mais qui a été reporté par la dissolution, on tété très souple.
Par exemple ne pouvait théoriquement voter que les femmes ayant au moins deux enfants, mais la plupart de celles celles n'ayant qu'un enfant purent voter.
N'élisant qu'un seul député, le mode de scrutin est uninominal majoritaire à un tour, le candidat arrivé en tête est élu.

## Élus
| Député sortant      | Parti | Parti          | Député élu ou réélu | Parti | Parti          |
| ------------------- | ----- | -------------- | ------------------- | ----- | -------------- |
| Jean Félix-Tchicaya |       | PPC-RDA (UDSR) | Jean Félix-Tchicaya |       | PPC-RDA (UDSR) |

## Résultats

### Résultats à l'échelle du territoire
|          | PPC-RDA (UDSR)  | Jean Félix-Tchicaya *       | 45 976  | 31,06  |  |  |
|          | MSA-SFIO        | Jacques Opangault           | 43 194  | 29,18  |  |  |
|          | UDDIA           | Fulbert Youlou              | 41 084  | 27,75  |  |  |
|          | diss. MSA-UTLÉ  | Simon-Pierre Kikhounga-Ngot | 8 864   | 5,99   |  |  |
|          | diss. PPC       | Robert Stéphane Tchitchéllé | 4 746   | 3,21   |  |  |
|          | MÉS             | Félix Malekat               | 1 906   | 1,29   |  |  |
|          | diss UDDIA-CF-A | Christian Jayle             | 757     | 0,51   |  |  |
|          | Ind             | Jean-Louis Vouama           | 586     | 0,40   |  |  |
|          | Ind             | Donat Samba                 | 531     | 0,36   |  |  |
|          | FDC             | Emmanuel Damongo-Dadet      | 388     | 0,26   |  |  |
|          |                 |                             |         |        |  |  |
| Inscrits | Inscrits        | Inscrits                    | 233 544 | 100,00 |  |  |
| Votants  | Votants         | Votants                     | 154 363 | 66,10  |  |  |
| Exprimés | Exprimés        | Exprimés                    | 148 031 | 95,90  |  |  |

* Député sortant